# Rijbed
Een rijbed is een zware houten band of balk die in het voorschip van een houten zeilschip onder de kluisgaten dwars over de binnenkant van de voorsteven over de spanten was gebout, en aan de uiteinden was verbonden met de wegers.
Deze balk was bedoeld om de druk van de ankerkabel op het spantwerk op de vangen.
Aan de buitenkant van de romp lag eveneens een rijbed, gevormd door een aan de voorkant afgeronde klos, eventueel bekleed met lood of ijzer. Over deze klos gleed de ankerkabel.